# Kawasaki Ki-45

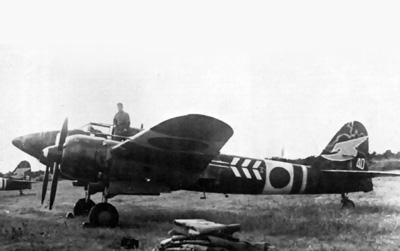
Un'altra immagine del Ki-45.

Il Kawasaki Ki-45 (川崎 キ-45?, Kawasaki ki yonjūgo) identificato anche come Aereo da caccia biposto Tipo 2 ( 二式複座戦闘機?, Ni-shiki fukuza sentōki) e con il nome popolare Toryu (屠龍? "Uccisore di draghi"), nome in codice alleato Nick, fu un caccia pesante bimotore, poi da attacco al suolo e caccia notturna, sviluppato dall'azienda aeronautica giapponese Kawasaki Kōkūki Kogyo, divisione aeronautica della Kawasaki Jūkōgyō KK, e impiegato dalla Dai-Nippon Teikoku Rikugun Kōkū Hombu, il servizio aereo dell'Esercito imperiale giapponese, durante la seconda guerra mondiale. Venne prodotto in circa 1 700 esemplari tra il 1941 e il 1945.
Gli attacchi kamikaze contro le navi alleate cominciarono il 28 maggio 1944 proprio con quattro Ki-45.

## Storia del progetto
Ritenendo interessante lo sviluppo di velivoli bimotori, come ad esempio il Messerschmitt Bf 110 destinati al ruolo di zerstörer o caccia pesante, da parte dell'alleata Germania nazista, l'esercito imperiale nel 1937 ordinò la costruzione di un velivolo analogo assegnandone la realizzazione alla divisione navale della Kawasaki, già responsabile anche dei precedenti progetti aeronautici, al quale venne assegnata la denominazione Ki-38. La proposta iniziale riguardava la realizzazione al livello di mockup, ma entro il dicembre dello stesso anno venne ordinato di realizzare un prototipo funzionante, al cui venne data la nuova designazione Ki-45, e che venne portato in volo per la prima volta nel gennaio 1939. Tuttavia i risultati ottenuti nei collaudi non soddisfecero le aspettative. Il motore, il Nakajima Ha-20 (o Hotsu), risultò sottopotenziato e soggetto a malfunzionamenti, mentre la cellula accusò fin dall'inizio una brutta propensione allo stallo.
Con simili premesse, il progetto del Ki-45 sembrava destinato ad essere abbandonato, ma l'esercito, deciso a volersi dotare di un caccia bimotore, ordinò alla Kawasaki di continuarne lo sviluppo. L'azienda allora sostituì i motori con i già collaudati Nakajima Ha-25 e nella nuova configurazione le sue caratteristiche di volo furono ritenute promettenti.
Nell'ottobre 1940 l'esercito ordinò ulteriori miglioramenti, come il passaggio al più potente Mitsubishi Ha-102 da 1 080 hp (805 kW), e l'utilizzazione della struttura alare del bombardiere leggero Ki-48, anch'esso progettato da Takeo Doi. Il nuovo velivolo, ridesignato Ki-45 KAI,fu completato nel settembre 1941 e ufficialmente adottato per l'uso da parte l'esercito nel febbraio 1942, con la definizione "aereo da caccia biposto Tipo 2".

## Versioni
Ki-45prototipo, equipaggiato con due motori Nakajima Ha8.
KI-45 Type 1versione modificata destinata ad altro ruolo.
Ki-45 KAIprototipo.
Ki-45 KAIversione di preserie.
Ki-45 KAIa Toryuversione caccia biposto Type 2 destinata al servizio aereo dell'Esercito imperiale, prima versione prodotta in serie.
Ki-45 KAIbversione ottimizzata per l'attacco ad obiettivi terrestri o navali, motorizzata con due Mitsubishi Ha-102 da 1 050 CV (772 kW).
Ki-45 KAIcversione caccia notturno sviluppata del KAIb, equipaggiata con un cannone Ho-203 da 37 mm collocato in un tunnel ventrale, due Ho-5 da 20 mm in posizione dorsale direzionati frontalmente ed una mitragliatrice Type 89 mod 2 da 7,92 mm posizionata posteriormente.
Ki-45 KAIdversione d ottimizzata per l'attacco ad obiettivi navali, dotata di un cannone Ho-204 da 37 mm, due cannoni da 20 mm ed una mitragliatrice da 7,92 mm posizionata posteriormente.
Ki-45 IIesemplare sperimentale usato come prototipo del Ki-96.

## Utilizzatori
Giappone
- Dai-Nippon Teikoku Rikugun Kōkū Hombu

 Cina
- Zhōngguó Rénmín Jiěfàngjūn Kōngjūn